# È necessario
È necessario è il terzo album in studio di Diego Mancino, pubblicato il 3 aprile 2012. Il singolo Come dei ragazzi ha preceduto l'uscita dell'album. Il secondo estratto è Colpa della musica. Il videoclip della title track È necessario è stato diretto da Marco Ligabue. Il terzo singolo estratto è Nei baci no.

## Tracce
1. Colpa della musica – 3:36
2. È necessario – 2:54
3. Come dei ragazzi – 3:25
4. Nei baci no – 3:44
5. Qui è così – 3:40
6. Ogni ora è adesso – 3:04
7. Sexy – 3:27
8. Solo un momento – 3:43
9. Per il futuro – 3:44
10. L'estate di domani – 3:21
11. Milioni di minuti – 4:18